# Davai Zakrutim Zemlyu
«Davai Zakrutim Zemlyu» (transliteración del cirílico "Давай Закрутим Землю") es una canción de la cantante rusa Julia Volkova lanzada como su segundo sencillo, esta canción es la versión rusa de su sencillo Didn't Wanna Do It.

## Antecedentes
La canción fue escrita y producido por el dúo sueco The Euroz (Saeed Molavi y Benkahla Nadir), coescrita por Taj Jackson. The Euroz había trabajado anteriormente con la banda coreana de hip-hop "Big Bang" en su sencillo "Beautiful Hangover". Lena Kiper estuvo a cargo de la letra de la canción. Kiper es bien conocido por su trabajo como coescritor de los sencillos más exitosos de t.A.T.u. "All The Things She Said/Ya Soshla S Uma" y "Not Gonna Get Us/Nas Ne Dogonyat".
El sencillo fue distribuido por "Ambitious Beat" una empresa de Londres, el cual la cantante firmó un contrato y este sencillo está en "colaboración independiente" con Rusia (voz), Suecia (producción), Inglaterra (gestión), Cuba (video) y EE. UU. (grabación, producción, ilustración y gestión) Un adelanto de la canción se conoció a través de Youtube, en el cual se observan algunas imágenes del vídeo. Su portada fue inspirada en el sencillo de All The Things She Said de t.A.T.u.

## Composición
Fue escrita y producida por Saeed Molavi y Benkahla Nadir, del grupo sueco "The Euroz", y co escrita por Taj Jackson. Lena Kiper ha escrito la canción para esta versión, y anteriormente trabajó en las letras de las canciones más exitosas de t.A.T.u..

## Video musical
"Davai Zakrutim Zemlyu" se lanza oficialmente el 31 de julio junto con el vídeo, estrenado bajo la licencia de ElloTV. Fue rodada en Cuba, el video en tan solo un día de su estreno alcanzó más de 300.000 visitas en Youtube. La trama ee una chica (interpretada por Aleksandra Potekhina, una estrella en ascenso en Hollywood) que llegando a casa, encuentra a su novio en la cama con su madre. Sasha se sorprende por la traición de ambos, estallando en lágrimas y escapando de casa. Entonces aparece un anuncio diciendo: - "Love Problems? Call 69" ("¿Problemas con el amor?, llame al 69"). Al final del cable es Volkova, que comienza a "salvar" a Sasha - primera versión de su hija modesto en Wild Child, invitándola a la fiesta de amor libre, donde las chicas se divierten con una multitud de nativos. Al final de la mañana, las chicas rompen en cansancio pero felices.
- Datos: Q5799713